# ياسمين بلماضي
ياسمين بلماضي (بالفرنسية: Yasmine belmadi)‏
```
ممثل
 
فرنسي
، ازداد يوم 
26 يناير
 
1976
 في 
أوبارفيلييه
 التابعة لمطنقة 
سين سان دوني
 
بفرنسا
، ومات في 
18 يوليو
 
2009
 في 
الدائرة الثالثة عشرة في باريس
 عن عمر يناهز 33 
سنة
.
[
1
]
[
2
]
[
3
]
```

## طفولته
عاش رفقة جدته وأخته في أحد شوراع منطقة سين سان دوني حتى سنة 2000. تلك المنطقة التي يحتفظ فيها يعدد كبير من الذكريات.
لم يتعرف على والده أو والدته بسبب وفاتهما مباشرة بعد ولادته.

## بداية مشواره الفني
في بداية مشواره سنة 1997، شارك في فيلم الأجساد المفتوحة لمخرجه سباستيان ليفشيتز، حيث يحكي عن معاناة شاب مع المخدرات والجنس. كما لعب دور رسام بور في فيلم مدرسة كبيرة لمخرجه روبرت ساليس.
في سنة 2009، شارك ياسمين في مهرجان كان تحديدا في أسبوع النقد.

## وفاته
في يوم 18 يوليو 2009، وبينما كان يسوق دراجته النارية في شارع هنري الخامس بباريس عند الساعة 6 مساء تقريبا، فقد السيطرة على الدراجة فتعرض لحادثة سير مميتة، نُقل على إثرها لمستشفى بيتي سالبترير لكنه سرعان ما فارق الحياة متأثرا بجروحه.
تم تشييع جنازته في 23 يوليو من نفس السنة، بحضور عائلته والعديد من أصدقائه على رأسهم سونيا رولان، جيريمي رينييه، ليلى بختي وكذلك خطيبته صبرينا وزاني.

## أعماله

### سينما
| اسم الفيلم   | سنة الإخراج | المخرج         | الدور          |
| ------------ | ----------- | -------------- | -------------- |
| المسافرون    | 1999        | جون كلود جيچيت | لاتيني         |
| ضجيج متعمد   | 2000        | برنارد ستورا   | دجمال          |
| من قتل بامبي | 2003        | جيل مارشاند    | سامي           |
| فتيات وحيدات | 2003        | بيير جوليفيت   | الفرنسي الصغير |
| مدرسة كبيرة  | 2004        | روبرت ساليس    | فاتح           |

### أفلام
- الأراضي الباردة في دور دجمال (فيلم تلفزي)

### مسلسلات
- ولاية أمن باستيل في دور عبديل
- الحياة أمامنا في دور نادر

## جوائز
- جائزة أفضل ممثل عن دوره في فيلم الأجساد المفتوحة
- جائزة الحكام لأفضل ثاني دور رجالي عن دوره في فيلم ضجيج متعمد

## روابط خارجية
- ياسمين بلماضي على موقع IMDb (الإنجليزية)
- ياسمين بلماضي على موقع ألو سيني (الفرنسية)
- ياسمين بلماضي على موقع أول موفي (الإنجليزية)
- ياسمين بلماضي على موقع قاعدة بيانات الفيلم (الإنجليزية)
- ياسمين بلماضي على موقع كينوبويسك (الروسية)